# Aaron Egbele
Aaron Egbele (Nigeria, 29 de enero de 1979) es un atleta , especializado en la prueba de 4 x 100 m en la que llegó a ser campeón olímpico en 2004.

## Carrera deportiva
En los JJ. OO. de Atenas 2004 ganó la medalla de bronce en los relevos 4 x 100 metros, con un tiempo de 38.23 segundos, tras Reino Unido y Estados Unidos, siendo sus compañeros de equipo: Olusoji Fasuba, Uchenna Emedolu y Deji Aliu.